# 朴梅羅
朴梅羅（英語：Meroë Park，1966年12月1日—），是一名美國情報官員，曾任中央情報局執行局長、中央情報局代理局長。現任史密森學會副秘書長兼首席運營官。

## 早年
朴梅羅出生於俄勒岡州尤金，父親是一名教授。畢業於喬治城大學。

## 職業生涯
朴梅羅加入中央情報局27年間，歷任人力資源主管、企業分析資源主管、薪資主管以及歐亞大陸和西歐地區的特派團高級支助幹事（SMSO）。2017年10月，她成為畢達菲爾特銀行非執行董事。2018年2月，梅羅被任命為喬治城大學傑出的常駐行政人員（Distinguished Executive-in-Residence ）。2019年12月，她擔任史密森學會副秘書長兼首席營運官。